# Vitamia
 (mars 2024).
Si vous disposez d'ouvrages ou d'articles de référence ou si vous connaissez des sites web de qualité traitant du thème abordé ici, merci de compléter l'article en donnant les références utiles à sa vérifiabilité et en les liant à la section « Notes et références ».
Albums de Gianmaria Testa
Solo dal vivo
(2009)
Vitamia est un album de Gianmaria Testa paru le 10 novembre 2011 sur le label Le Chant du Monde.

## Liste des titres de l'album
1. Nuovo - 3:18
2. Lasciami andare - 3:47
3. Lele - 5:08
4. Dimestichezze d'amor - 3:29
5. Cordiali saluti - 3:24
6. 18 mila giorni - 4:35
7. Aquadub - 1:13
8. Sottosopra - 3:49
9. 20 mila leghe (in fondo del mare) - 5:41
10. Di niente, meta - 4:20
11. La giostra - 2:48